# Miodrag Vukotić
Miodrag Vukotić (in serbo Миодраг Вукотић?; Titograd, 8 novembre 1973) è un allenatore di calcio ed ex calciatore montenegrino e precedentemente jugoslavo, fino alla definitiva conclusione dell'esperienza federativa della Jugoslavia avvenuta nel 2003, nonché serbo-montenegrino, fino alla scissione della Serbia e Montenegro in due stati indipendenti occorsa nel 2006.

## Carriera
Dopo aver giocato nelle serie minori jugoslave, nel 1990 Vukotić si è trasferito al Budućnost Podgorica con cui ha esordito nella massima serie del campionato jugoslavo contro la Dinamo Zagabria. Nella stagione d'esordio a Podgorica ha giocato 3 partite e nelle stagioni successive, durante le quali è stato impiegato sia come difensore centrale che come terzino, 16, 30 con 3 gol e 29 con una rete. Nell'estate del 1994 si è trasferito al più blasonato Vojvodina. In due stagioni ha disputato oltre 50 partite in campionato con la squadra di Novi Sad, ma nel 1996 ha preferito ritornare al Budućnost.
Nel gennaio del 1997, su consiglio di Dejan Savićević, è stato acquistato dal Milan, ma con i rossoneri ha disputato solo alcune amichevoli prima di essere ceduto in prestito all'Empoli. Dopo un'unica apparizione in Serie A con i toscani il 31 agosto 1997 nei minuti finali della gara persa contro la Roma al Castellani, nella sessione invernale del calciomercato si è trasferito in Svizzera allo Young Boys prima di tornare in patria nuovamente nel Budućnost.
Dopo una stagione trascorsa nelle file del Mogren, nel 2000 ha firmato per il Waldhof Mannheim, squadra della Zweite Bundesliga. Dopo due anni e mezzo trascorsi in Germania, nel 2003 è tornato nuovamente in patria passando allo Zeta, con cui ha conquistato la promozionie nella massima serie del campionato serbo-montenegrino. In estate ha deciso di trasferirsi nella Erste Liga al Ried, con cui ha disputato solo 3 partite. Dopo tre mesi trascorsi al Kapfenberger sempre nella seconda divisione austriaca, è tornato allo Zeta e successivamente nuovamente al Ried, con cui ha disputato 2 partite nella Bundesliga austriaca. Ha chiuso la carriera nel 2007 al Mladost Podgorica.

## Palmarès

### Allenatore
- Druga Crnogorska Liga: 1

Mladost Podgorica: 2009-2010